# ستانلي باريل (كرة سلة)
ستانلي باريل (بالإنجليزية: Stanley Burrell)‏ مواليد 16 سبتمبر 1984 في فورت نوكس، هو لاعب كرة سلة أمريكي. بدأ مسيرته الاحترافية في سنة 2008. يبلغ طوله 6 قدم 3 بوصة (1.9 م).

## المسيرة الاحترافية
لعب مع نادي بوسنا رويال لكرة السلة في موسم 2008–2009، ثم لعب مع إسبارن بريمرهافن في الدوري الألماني في موسم 2012–2013، ثم لعب مع عنتاب لكرة السلة في الدوري التركي في سنة 2013.

## روابط خارجية
- ستانلي باريل على موقع كرة السلة الأوروبية.كوم (الإنجليزية)
- ستانلي باريل على موقع كلية كرة السلة في سبورتس رفرنس.كوم (الإنجليزية)
- ستانلي باريل على موقع ريلجم (الإنجليزية)
- ستانلي باريل على موقع بروبوليرز (الإنجليزية)
- ستانلي باريل على موقع سبورتس رفرنس (الإنجليزية)
- ستانلي باريل على موقع سبورتس رفرنس (الإنجليزية)